# Gösta Rybrant
Knut Gösta Herman Rybrant, ursprungligen Jonsson, född den 20 januari 1904 i Norrköping, död den 16 augusti 1967 i Högalids församling i Stockholm, var en svensk violinist, journalist, populärtextförfattare, översättare, underhållningsförfattare, dagstidningskåsör och sångtextförfattare till revy och schlager.

## Biografi
Rybrant studerade vid Musikaliska Akademien till 1928 och var sedan violinsolist samt ledde Svensk Filmindustris orkester under några år. Han hade samtidigt skrivit fyra kriminalromaner (En sensation i december, Äventyret med skrattbomben, Mannen som var Cobb, Sensationer i valstakt) och slutade sedan som musiker. Från 1936 var han publicist, mest känd som kåsör i Aftonbladet 1940–1967 under signaturen ”Flips”. I Aftonbladet hade han några år tidigare skrivit musikrecensioner, däribland en sedermera ökänd rasistisk sådan om Louis Armstrongs konsert i Stockholm 1933.
Han skrev också filmmanus, radiooperetter och ett stort antal radiomanus, vistexter och revysångtexter, framför allt för Kar de Mumma-revyerna.
Enligt Stim skrev han 250 sångtexter, många översättningar från minst fem olika språk. Ett särskilt givande samarbete hade han med Zarah Leander, för vilken han skrev många texter som hon gärna hade på repertoaren: "Sång om syrsor", "Sången om herr Abel", "Ett Herrans under", "Gåtor" med flera. För Per Myrberg översatte han amerikanska "Try to Remember" till "Minns i november", ursprungligen gjord för musikalen Fantasticks (Lilla Teatern i Stockholm, 1961).
Rybrant blev något av specialist som musikalöversättare. Han översatte åtminstone 37 musikteaterverk mellan 1940 och 1966, framför allt av amerikanska musikaler (bland annat Show Boat, Kiss Me, Kate, Guys and Dolls, The King and I, West Side Story och Hello Dolly!), några tyska operetter, brittiska och danska sångpjäser och en fransk musikal (Irma la Douce). Han översatte också fem operor (bland annat Brittens Turn of the Screw och Debussys Pelléas och Mélisande), och han skrev svenska originallibretton till två musikaler (Caviar, Döden i Venedig), men ingen av uppsättningarna blev av.
I 20 år samarbetade han med teaterförläggaren och producenten Lars Schmidt när det gällde import av Broadwaymusikaler. Rybrant blev särskilt känd för att ha översatt My Fair Lady och överfört musikalens cockney-engelska till stockholmska, eller söderslang. Rybrants svenska ramsa, "Den spanska räven rev en annan räv", skiljer sig betydelsemässigt från originalets "The rain in Spain stays mainly in the plain" eftersom den låter Eliza träna på att göra skillnad mellan två vokalljud, det långa e-ljudet och ä-ljudet, som har sammanfallit i traditionell stockholmska, så kallat Stockholms-e. Originalramsan demonstrerar i stället Cockney-uttalet ("The rine in Spine...").
Rybrants översättning av My Fair Lady har använts oavbrutet ända sedan 1959. Först 2003 gjorde man två större omarbetningar, på Östgötateatern i en uppsättning när Eliza talar östgötska, i Helsingfors i en bearbetning till extrem finlandssvenska. Men de bästa replikerna och sångtexterna var kvar.
Han var farbror till kompositören Stig Rybrant. Gösta Rybrant är begravd på Skogskyrkogården i Stockholm.

## Sångtextförfattare
- 1938 – Är det så här när man är kär när man är liten
- 1944 – Inga orkideer hamnar i rännsten
- 1946 – En prästkrage i min hand (för Karin Juel)
- 1952 – Den ena röd - den andra vit (inspelad 1952 av Lars Lennartsson, flera inspelningar 1955, texten inleds "Två rosenrankor på en trädgårdsmur..."), svensk text till "Cerisier rose et pommier blanc" (1950) av Louiguy (Louis Guglielmi, 1916–1991), på engelska känd som "Cherry Pink and Apple Blossom White"
- 1956 – (Lillprinsen hälsar) Elizabeth (för Annalisa Ericson)
- 1957 – Ett Herrans under (för Zarah Leander)
- 1962 – Sång om syrsor (för Zarah Leander)
- 1966 – De stora elefanternas dans (för Hjördis Petterson)

## Filmmanusförfattare
- 1932 – Kärleksexpressen
- 1946 – Ebberöds bank
- 1950 – Regementets ros
- 1951 – Det var en gång en sjöman
- 1964 – Tre dar på luffen

## Översättningar
| År   | Produktion                                    | Upphovsmän                               | Regi             | Teater                   | Noter                         |
| ---- | --------------------------------------------- | ---------------------------------------- | ---------------- | ------------------------ | ----------------------------- |
| 1941 | Kungl. Logen Hofloge                          | Karl Farkas och Hans Lang                | Rudolf Wendbladh | Helsingborgs stadsteater |                               |
| 1956 | Can-Can                                       | Cole Porter och Abe Burrows              | Ivo Cramér       | Oscarsteatern            |                               |
| 1959 | Irma la Douce                                 | Alexandre Breffort och Marguerite Monnot | Åke Falck        | Scalateatern             |                               |
| 1961 | Alltsedan Adam och Eva Lige siden Adam og Eva | Poul Sørensen och Erik Fiehn             | Egon Larsson     | Scalateatern             |                               |
| 1961 | Oliver!                                       | Lionel Bart                              | Sven Aage Larsen | Oscarsteatern            |                               |
| 1982 | Sound of Music                                | Richard Rodgers och Oscar Hammerstein II | Stig Olin        | Folkan                   | Tillsammans med Beppe Wolgers |